# Georg Meisenbach
Georg Meisenbach, född den 27 maj 1841 i Nürnberg, död den 24 september 1912 i Emmering vid München, var en tysk uppfinnare. 
Meisenbach uppfann tillsammans med Josef von Schmädel autotypin.